# Стрельноширокое
Стрельноширокое — село в Дубовском районе Волгоградской области, административный центр Стрельношироковского сельского поселения.

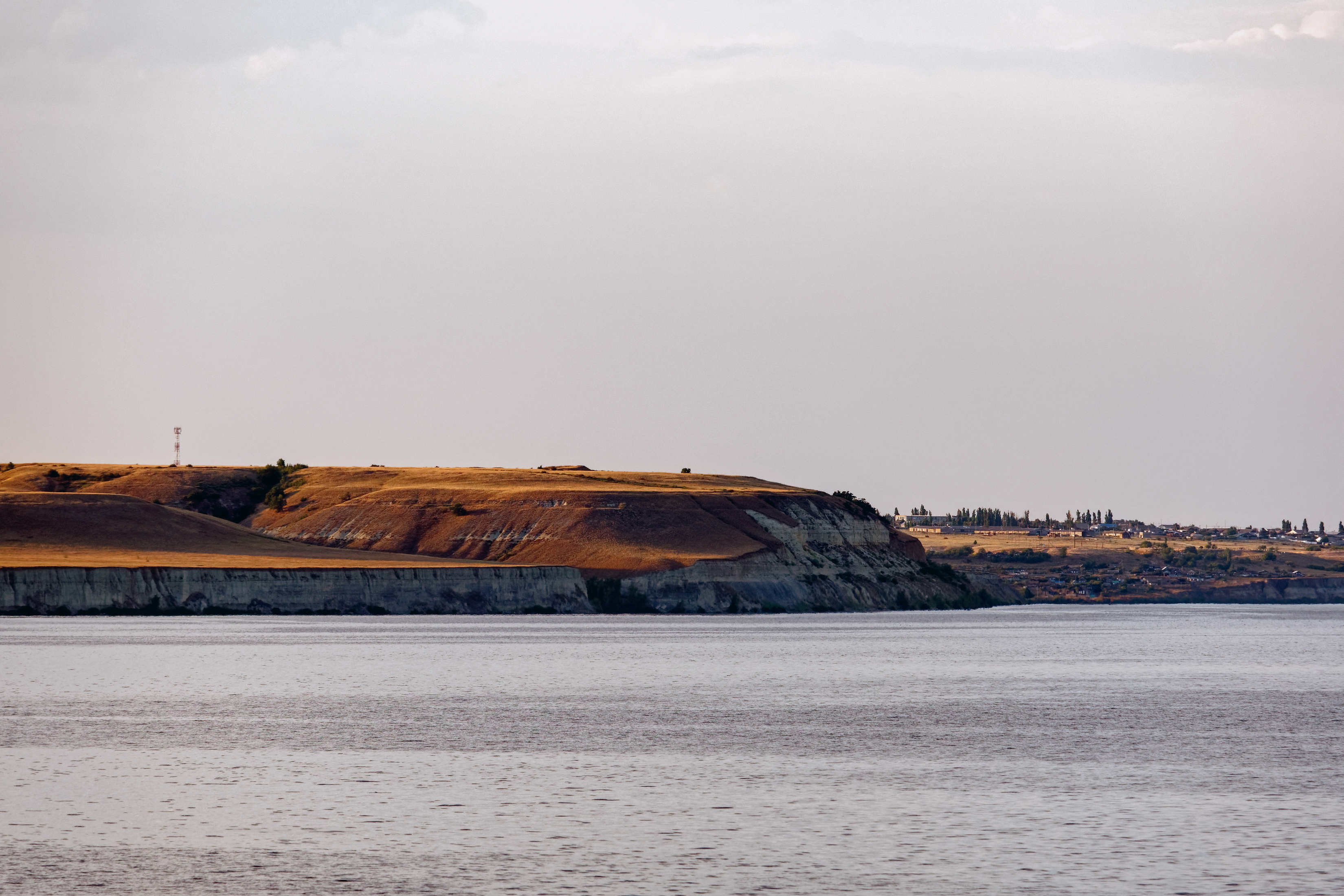
Вид с Волги

Население - 720 (2010)

## История
Согласно Историко-географическому словарю Саратовской губернии, составленного в 1898-1902 годах, деревни Широкое и Стрельная относились к Песковатской волости Царицынского уезда Саратовской губернии. Дата основания деревни Широкое не установлена. Впервые упоминается в 1780 году.
Примерно в 1860 году часть жителей переселилась на новое место, образовав хутор Родниковский. В 1870-х был образован выселок - деревня Стрельная. Выселок получил название по балке Стрельной, при которой был расположен. В конце XIX века в общем владении селе Широкое, хутора Родниковского и выселка Стрельная находилось 6181 десятин удобной и неудобной земли.
Выселок Стрельная также был известен как деревня Липовка. В 1884 году в Стрельной была освещена деревянная церковь Рождества Пресвятой Богородицы
В начале XX века деревни Широкое и Стрельная составили одно село - Стрельноширокое
В 1919 году село в составе Царицынского уезда включено в состав Царицынской губернии.
С 1928 года село Стрельноширокое в составе Дубовского района Нижне-Волжского края (с 1934 года Сталинградского края, с 1936 года - Сталинградской области, с 1962 года - Волгоградской области).

## География
Село расположено в степи в пределах Приволжской возвышенности, относящейся к Восточно-Европейской равнине, на западном берегу Волгоградского водохранилища, на ровном участке, круто, обрывающемся по направлении к водохранилищу, между двух балок, на высоте около 100 метров над уровнем моря. Рельеф местности холмисто-равнинный, развита овражно-балочная сеть. Почвы - каштановые. Почвообразующие породы - глины и суглинки.
К селу имеется подъезд от федеральной автодороги Р228. По автомобильным дорогам расстояние до областного центра города Волгограда составляет 93 км, до районного центра города Дубовка - 41 км.
Климат
Климат умеренный континентальный (согласно классификации климатов Кёппена - Dfa). Температура воздуха имеет явно выраженный годовой ход. Среднегодовая температура положительная и составляет +7,5 °С, средняя температура января -8,5 °С, июля +23,6 °С. Расчётная многолетняя норма осадков - 395 мм, наибольшее количество осадков выпадает в июне (45 мм), наименьшее в марте (22 мм). 
Часовой пояс
Стрельноширокое, как и вся Волгоградская область, находится в часовой зоне МСК (московское время). Смещение применяемого времени относительно UTC составляет +3:00.

## Население
Динамика численности населения села Широкое
| 1860 | 1882 | 1891 | 1894 |
| ---- | ---- | ---- | ---- |
| 593  | 363  | 411  | 399  |

Динамика численности населения выселка Стрельная
| 1882 | 1891 | 1894 | 1897 |
| ---- | ---- | ---- | ---- |
| 258  | 414  | 435  | 629  |

Динамика численности населения села Стрельноширокое
| 1911 | 1987 | 2002 |
| ---- | ---- | ---- |
| 1007 | ≈590 | 670  |

| 2010 |
| ---- |
| 720  |